# Sylvain Luc

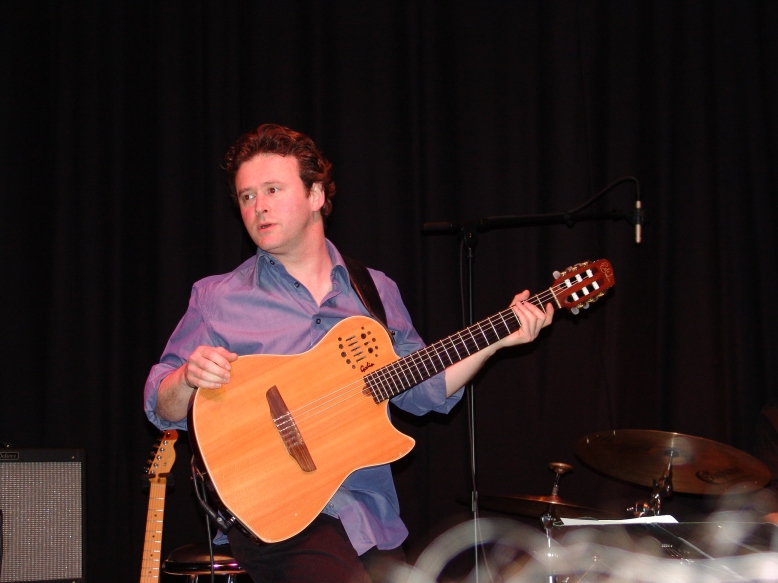
Sylvain Luc in 2008

Sylvain Luc (Bayonne, 7 april 1965 – Parijs, 13 maart 2024) was een Franse jazzgitarist.

## Biografie
Luc studeerde viool en cello aan het conservatorium van Bayonne, tevens volgde hij lessen in klassieke gitaar. Hij speelde al vroeg in groepen met familieleden, met zijn broers nam hij in 1974 en 1977 albums op met Baskische muziek. Ook speelde hij met eigen groepen.
Na zijn verhuizing naar Parijs begeleidde hij hier zangers als Georges Moustaki (1988), Philippe Léotard, Romain Didier, Catherine Lara (1993) en Michel Jonasz. In 1988 speelde hij bas in het trio van de accordeonist Richard Galliano. Met drummer Francis Lassus nam hij het album "Piaia Naia“ 1998 op.
In 1993 verscheen zijn eerste soloalbum, "Piaia“ ('reis'). in 1994 nam hij met gitarist Louis Winsberg de duo-plaat "Petits Déja“ op. In 1999 vormde hij met drummer André Ceccarelli en contrabassist Jean-Marc Jafet het "Trio Sud“. Hij speelde in 1999 op het jazzfestival van Marciac met Elvin Jones en in 2000 met Wynton Marsalis.
Vanaf 2006 speelde hij regelmatig in "String Quartet“ met Didier Lockwood, Victor Bailey en Billy Cobham. Hij begon tevens een duo met Biréli Lagrène, met deze gitarist had hij eerder, in 1999, al de plaat "Duet“ opgenomen. In 2003 verscheen zijn solo -album "Ambre“ en in 2006 de plaat "Joko“, opgenomen met o.m. Michel Portal en Jacky Terrasson. In 2015 verscheen een album, opgenomen met Galliano .
Luc overleed op 13 maart 2024 op 58-jarige leeftijd.

## Prijzen en onderscheidingen
In 2008 kreeg hij een Django d’Or (Frankrijk) en in 2010 een Prix Django Reinhardt als Frans muzikant van het jaar.

## Discografie
- "Organic, Dreyfus 2011, met Thierry Eliez en André Ceccarelli
- Standards (2 CD), Dreyfus, 2009
- Summertime, Dreyfus, 2009 (met Biréli Lagrène)
- Trio Sud - Young and fine, Dreyfus, 2008 (met André Ceccarelli en Jean-Marc Jafet)
- Joko, Dreyfus, 2006 (met Pascal Rey, Michel Portal, Eric Longsworth, Olivier Ker Ourio, Jacky Terrasson, Bijan Cheminari)
- Ambre, Dreyfus, 2003
- Trio Sud, Dreyfus, 2001 (met André Ceccarelli en Jean-Marc Jafet)
- Duet, Dreyfus, 1999 (met Biréli Lagrène)
- Trio Sud - Sud, Dreyfus, 1999 (met André Ceccarelli en Jean-Marc Jafet)
- Nahia, Pygmalion, 1999 (met Serge & Gérard Luc)
- Ameskeri, France Megaphone, 1999 (met Stéphane Belmondo)
- Païa Naïa, 1998 (met Francis Lassus)
- Petits Deja, 1994 (met Louis Winsberg)
- Piaia, 1993